# Jeszcze Polska
Jeszcze Polska... – piosenka pochodząca z pierwszego solowego albumu Kazika Spalam się, wydanego w 1991 roku. Podobnie jak inne utwory z płyty opiera się na rapowej recytacji tekstu, jako aranżację wykorzystuje brzmienie automatu perkusyjnego oraz liczne sample i pianino. Według Wiesława Weissa był to najpoważniejszy i najbardziej doniosły utwór na płycie. Mimo ciężaru gatunkowego piosenki, jej melodia opiera się na optymistycznym temacie reggae i nawiązuje do stylu dancehall.
Tytuł może wskazywać na kontynuację utworu Polska Kultu. Mimo przemian ustrojowych problemy, które opisywał utwór z 1986 nie zostały rozwiązane. Kazik Staszewski opisuje:
- pozostałości komunizmu w postępowaniu (I nie myśleć chcą samemu, mają już gotowe zwroty),
- zastąpienie nurtu komunistycznego katolickim, cechującym się podobnym fanatyzmem (Pomieszanie katolika z manią postkomunistyczną. Ci modlący się co rano i chodzący do kościoła. Chętnie by zabili ciebie tylko za kształt twego nosa),
- bierność społeczeństwa (Ci mężczyźni, którzy topią swoją rozpacz w tanich winach, Taksówkarze w samochodach grają w karty za pieniądze, wyczekują całe życie na swojego dobroczyńcę),
- przemiany materialne i ekonomiczne, za którymi nie idą przemiany cywilizacyjne (W każdym jednym towarzystwie tylko mowa o pieniądzach, przedsiębiorcy się bogacą, ale coraz brudniej w kiblach),
- pauperyzację robotników (Starszy człowiek w barze mlecznym je kartofle z ogórkami, całe życie tyrał w hucie, a do huty dokładali. Cała jego ciężka praca, wszystko było chuja warte, gdyby leżał całe życie mniejszą czyniłby on stratę).

Utwór kończy się powtarzanymi słowami: Już umiera ta kraina, tego nikt już nie powstrzyma...
Po latach Kazik przyznawał, że tekst piosenki jest efektem rozczarowania pierwszymi latami transformacji, choć pojawiający się w piosence obraz Polski został przez niego trochę zdemonizowany.
Do utworu nagrano teledysk w reżyserii Yacha Paszkiewicza. Film został nakręcony na gdańskim bazarze oraz molu w Sopocie. Na bazarze melodeklamujący Kazik przeciskał się między ludźmi, za nim zaś szedł jego kolega, Paweł Walczak, w zaniedbanym mundurze milicjanta. Teledysk zawierał różne efekty trójwymiarowe (np. śnieg), przygotowane na komputerze Amiga.
Jeszcze Polska, z racji swojej tematyki stała się półkownikiem w stacjach radiowych. Dopiero w rok po wydaniu płyty skandal wywołał refren utworu rozpoczynający się od słów: Coście skurwysyny uczynili z ta krainą? Członek Krajowej Rady Radiofonii i Telewizji, senator ZChN Jan Szafraniec zestawiając treść z tytułem Jeszcze Polska doszukał się paszkwilu na hymn Polski i złożył doniesienie do prokuratury.
Staszewski został wezwany do prokuratury celem złożenia zeznania. W artykule z 2 stycznia 1993 opublikowanym na łamach Gazety Wyborczej Staszewski odpowiedział Szafrańcowi, odrzucając oskarżenia i wyjaśniając, że utwór jest kontynuacją „Polski”. Domagał się też przeprosin i wypominał klasie politycznej nierozwiązany wówczas problem piractwa fonograficznego. Szafraniec odpowiedział, tonując swoją wypowiedź.